# Planeta inchado

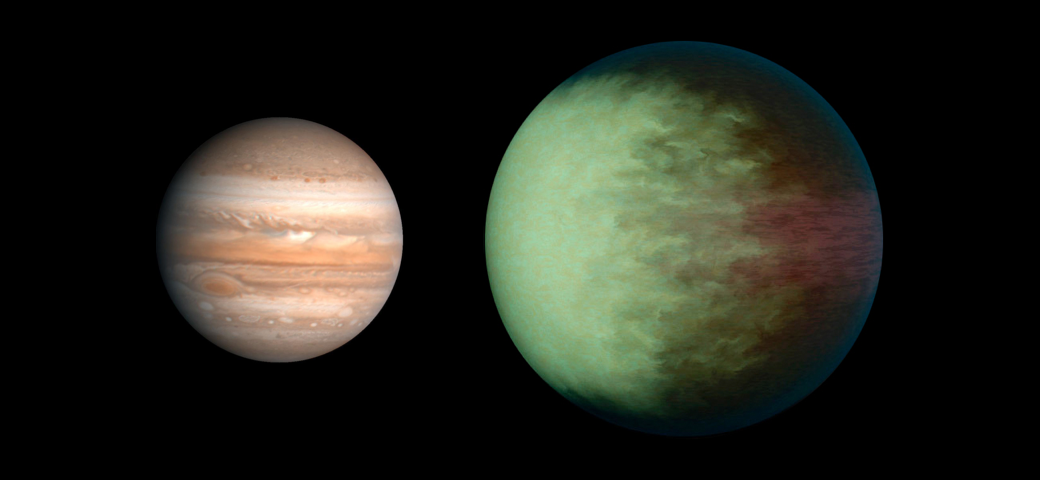
Embora Kepler-7b tem apenas metade da massa de Júpiter, possui um volume oito vezes maior.

Um planeta inchado, também denominado de Saturno quente, devido à sua densidade semelhante à de Saturno, é como são chamados às vezes os planetas gigantes gasosos com um grande raio e com densidade muito baixa. Os planetas inchados pode orbitar perto de sua estrela. O intenso calor da estrela e aquecimento interno do planeta expandem a atmosfera. Seis planetas com raio grande e de baixa densidade foram detectados pelo método de trânsito planetário: HAT-P-1b, COROT-1b, TrES-4, WASP-12b, WASP-15b, WASP-17b, KELT-4Ab e Kepler-7b. Alguns Júpiter quente detectado por velocidade radial poderia ser planetas inchados. A maioria destes planetas estão duas vezes abaixo da massa de Júpiter.